# Karanac
Karanac (ungerska: Karancs, serbiska: Kapaнaц) är en ort i Kroatien.   Den ligger i staden Grad Osijek och länet Baranja, i den östra delen av landet, 210 km öster om huvudstaden Zagreb. Karanac ligger 112 meter över havet och antalet invånare är 1 070.
Terrängen runt Karanac är platt, och sluttar söderut. Runt Karanac är det ganska tätbefolkat, med 108 invånare per kvadratkilometer. Närmaste större samhälle är Beli Manastir, 6,3 km väster om Karanac. Trakten runt Karanac består till största delen av jordbruksmark.